# Internationales Literaturfestival Odessa
Das Internationale Literaturfestival Odessa (Eigenschreibweise: internationales literaturfestival odessa) ist ein 2015 von dem Deutschen Ulrich Schreiber und dem Schweizer Hans Ruprecht gegründetes und seitdem jährlich Ende September bzw. Anfang Oktober in der ukrainischen Hafenstadt Odessa stattfindendes Literaturfestival.
Das Festival befindet sich in Trägerschaft der Peter-Weiss-Stiftung für Kunst und Politik. Finanziell wird es vorwiegend vom deutschen Auswärtigen Amt und der Schweizer Fondation Jan Michalski gefördert.

## Teilnehmer
Das Festival 2015 wurde vorwiegend in russischer und englischer Sprache abgehalten. Spitzenvertreter der ukrainischen Regierung blieben ihm fern. Zu den Teilnehmern zählten Eliot Weinberger aus den USA, der Kanadier John Ralston Saul, Lukas Bärfuss und Ilma Rakusa aus der Schweiz, Sema Kaygusuz aus der Türkei, der Russe Michail Schischkin sowie die Ukrainer Juri Andruchowytsch und Andrej Kurkow, welcher auch federführend an der Organisation beteiligt war. Zum Festival gehört auch eine Programmsektion für Kinder- und Jugendliteratur. In dieser traten u. a. Melvin Burgess, Yves Grevet, Nils Mohl und Marcin Szczygielski auf.
Im Jahr 2016 war wie bereits im Jahr zuvor der Moskauer Schriftsteller Wiktor Jerofejew einer der meistbeachteten Gäste des Festivals. Zudem trafen sich außer Schriftstellern in demselben Jahr auch europäische Architekten auf der Veranstaltung und diskutierten unter anderem über städtebauliche Fragen.
Zu den etwa 60 teilnehmenden Schriftstellern des dritten Festivals 2017 gehörten Jennifer Clement aus Mexiko, die schweizerisch-deutsche Autorin Nora Gomringer, Bachtyar Ali aus dem irakischen Kurdistan, Bora Ćosić aus Serbien, Michael Krüger aus Deutschland, Paata Shamugia aus Georgien sowie Lyuba Yakimchuk und Serhij Schadan aus der Ukraine.